# スペースX CRS-26
SpX-26としても知られるスペースX CRS-26は、2022年11月26日に打ち上げられた国際（ISS）への商業補給サービスミッション
。
このミッションはNASAによって契約され、スペースXがカーゴドラゴンを使用して実施した。
これは2016年1月に締結されたNASAのCRSフェイズ2契約に基づくにスペースXによる6回目のフライトだった。

## カーゴドラゴン
スペースXは、カーゴドラゴンの各機体を最大5回まで再利用することを計画している。カーゴドラゴンにはクルードラゴンで必要となるスーパー・ドラコ緊急脱出エンジン、座席、操縦制御および生命維持システムは搭載されていない。ドラゴン2は、改修時間が短縮されることによってフライト間の期間が短縮されるなど、いくつかの点でドラゴン1から改善されている。
NASAのCRSフェイズ2に基づくカーゴドラゴンのカプセルは、フロリダ近海に着水した。

## ペイロード
NASAはスペースXとCRS-26ミッションの契約を結び、カーゴドラゴンの主なペイロード、打ち上げ日および軌道パラメーターを決定した
。

### ISS伸展式太陽電池アレイ（iROSA）
XTJ Prime宇宙太陽電池を用いた2対目の新しい太陽電池アレイ。このアレイはカーゴドラゴン宇宙船の非与圧トランクで宇宙ステーションに運ばれた。
4Aおよび3Aと指定された新しい太陽電池アレイの設置には2回の船外活動が必要となった。1回目で改造キットを使用して作業場所を準備し、2回目で新しいパネルを取り付けた。

## 研究
NASAグレン研究センターの研究：
欧州宇宙機関（ESA）の研究および活動：
- ESAの宇宙での縫合実験では、無重量状態で組織がどのように治癒するのかが調べられる。生検で得られた生きている組織は治癒メカニズムを監視するために宇宙飛行士が組織を活性化させる前に切断されて縫い合わされてから宇宙に送られる[12]。

- ESAの造骨細胞実験は、宇宙飛行中の骨形成障害のメカニズムと、微小重力条件が生体外で骨芽細胞機能を変化させるかどうかを調査することを目的としている

- 研究ペイロードの一部として、ESA Orbit Your Thesis計画の「微小重力下での動脈」がICE Cubes施設内に設置される。

## CubeSats
このミッションでは複数のCubeSatが運搬され、NRCSD#24およびJ-SSOD#24から放出された（ELaNa 49も含まれていた）：
- TJREVERB、トーマス・ジェファーソン科学技術高校（英語版）の生徒が組み立てた2UサイズのCubeSat。TJREVERBは低周回軌道でのイリジウムの受動的磁気安定化を試験する。
- ORCASat、世界中の主要な天文台（特にチリのNSFヴェラ・C・ルービン天文台とハワイのパンスターズ）の精密な測光校正用の2UサイズのCubeSat。
- MARIO（Measurement of Actuator Response and Impedance on Orbit、軌道上でのアクチュエーター応答及びインピーダンス測定）はミシガン大学ミシガン探査研究所（XML）、Extreme Diagnositcsおよびミシガンの能動知性および多機能構造（AIMS）研究所と、NASAが協業した3UサイズのCubeSat。ミッションの目的は低周回軌道条件でのピエゾアクチュエーターおよび健康監視システムのパフォーマンスを特徴づけることにある。得られたデータは将来の進歩した宇宙装備の開発に役立つ。
- NUTSatはNFU、Let'scom、Gran SystemsおよびNSPOによる、システム エンジニアリングのトレーニングおよび民間航空機の安全技術のデモンストレーション・ミッション用の2UサイズのCubeSat。
- ダルハウジー大学のLORIS（Low Orbit Reconnaissance Imagery Satellite、低軌道監視画像衛星）はカナダ宇宙機関によって打ち上げられる、カナダ大西洋州からの始めたのCubeSat。このミッションの目的は搭載カメラを用いて写真を撮ることで、海岸線と海洋生物の活動を調査および監視するために使用される。
- petitSat、ゴダード宇宙飛行センターのCubeSat。
- SPORT（Scintillation Prediction Observations Research Task、シンチレーション予測観測研究タスク）は、ブラジル宇宙機関（AEB）、ブラジル航空技術大学（英語版）（ITA）、ブラジル国立宇宙研究所（INPE）およびNASAのマーシャル宇宙飛行センターの協業によるCubeSat。SPORTは6UサイズのCubeSatで、日没前後の電離圏構造の性質と進化に関する理解を深め、無線伝搬と電気通信信号に影響を与える妨害の予測を改善する[16]。
- DanteSat、NPC SpaceMindのCubeSat。
- Surya Sattelite-1（SS-1）、スーリヤ大学（英語版）による1UサイズのCubeSat。
- OPTIMAL-1、ArkEdge Spaceによる3UサイズのCubeSat。
- HSKSAT、原田精機による3UサイズのCubeSat[17]